# Rannvá Andreasen
Rannvá Biskopstø Andreasen (ur. 10 listopada 1980 roku) – farerska piłkarka, grająca na pozycji pomocnika i napastnika, reprezentantka Wysp Owczych. Od początku kariery trenuje w klubie KÍ Klaksvík. Jest obecnie zawodniczką z największą liczbą strzelonych bramek dla reprezentacji swojego kraju.
Przez większość kariery reprezentacyjnej i klubowej Rannvá Andreasen gra ze swoją bliźniaczką Ragna Biskopstø Patawary.

## Kariera klubowa
Rannvá Andreasen rozegrała swój pierwszy mecz dla drużyny KÍ Klaksvík 14 maja 1995 roku, kiedy jej drużyna przegrała z HB Tórshavn 11-0 w trzeciej kolejce 1. deild kvinnur 1995. Mimo złego początku dostała kolejne szanse i już w szóstej kolejce (5 czerwca) zdobyła swoją pierwszą bramkę w lidze, łącznie podczas całego sezonu strzelając ich 15, najwięcej spośród wszystkich zawodniczek KÍ. Dwa lata później wraz z klubem zdobyła mistrzostwo Wysp Owczych oraz swój pierwszy tytuł królowej strzelców z dwudziestoma ośmioma bramkami na koncie. Tytuł ten uzyskała później jeszcze dziewięciokrotnie (w tym w roku 2003, gdy zdobyła 46 bramek), a po ligowe trofeum sięga z klubem regularnie od 2000 roku. Podczas Pucharu Wysp Owczych 2000 KÍ Klaksvík po raz pierwszy w historii zwyciężył w finale, a Rannvá Andreasen zdobyła jedną z dwóch bramek. Od tamtej pory, do 2014 roku klub Andreasen zdobył kolejne dwanaście trofeów.
Zawodniczka wystąpiła w 41 meczach Ligi Mistrzyń UEFA (wcześniej Pucharu UEFA Kobiet), zdobywając 14 bramek. Po raz pierwszy zagrała w meczu przeciwko USC Landhaus Wien, wygranym przez KÍ Klaksvík 2:1. Zdobyła wówczas także swoje dwie pierwsze bramki w międzynarodowej karierze klubowej.
W swojej karierze Rannvá Andreasen dwukrotnie zostawała uznana przez Farerski Związek Piłki Nożnej za zawodniczkę roku. Klub kibica KÍ Klaksvík - Bláa Bylgjan trzykrotnie uznał ją za najlepszą piłkarkę w drużynie.

## Kariera reprezentacyjna
Swój pierwszy mecz reprezentacyjny Rannvá Andreasen rozegrała 15 października 1997 roku w ramach drużyny U-18. Było to spotkanie z Norwegią, przegrane 0:8. Później w latach 1997–1998 grała w reprezentacji U-19, zdobywając jedną bramkę w sześciu spotkaniach. Jej pierwszym występem był mecz towarzyski w Klaksvík przeciwko Irlandii, przegrany 1:2.
Andreasen w 2005 roku wraz z reprezentacją zdobyła na Szetlandach złoty medal Island Games. Zdobyła wówczas dwie bramki w jednym rozegranym meczu. Pierwszą bramkę w rozgrywkach organizowanych przez FIFA zdobyła podczas eliminacji do Mistrzostw Europy 2009. Stało się to podczas wygranego 7:0 meczu przeciwko Macedonii, w którym Andreasen zdobyła łącznie cztery gole.
W 2012 roku Andreasen wraz z dwiema innymi zawodniczkami KÍ Klaksvík Randi Wardum oraz Malena Josephsen stały się pierwszymi, które zagrały w dwudziestu pięciu wygranych meczach przez reprezentację Wysp Owczych.
| Oficjalne mecze i gole w reprezentacji | Oficjalne mecze i gole w reprezentacji | Oficjalne mecze i gole w reprezentacji | Oficjalne mecze i gole w reprezentacji | Oficjalne mecze i gole w reprezentacji | Oficjalne mecze i gole w reprezentacji | Oficjalne mecze i gole w reprezentacji |
|                                        | Data                                   | Miasto                                 | Przeciwnik                             | Gol                                    | Wynik                                  | Rozgrywki                              |
| -------------------------------------- | -------------------------------------- | -------------------------------------- | -------------------------------------- | -------------------------------------- | -------------------------------------- | -------------------------------------- |
| 1.                                     | 12.10.2004                             | Klaksvík                               | Irlandia                               |                                        | 1:2                                    | towarzyski                             |
| 2.                                     | 06.06.2005                             | Dublin                                 | Irlandia                               |                                        | 1:2                                    | towarzyski                             |
| 3.                                     | 18.11.2006                             | Strumica                               | Walia                                  |                                        | 1:2                                    | el. ME 2009                            |
| 4.                                     | 20.11.2006                             | Strumica                               | Kazachstan                             |                                        | 0:1                                    | el. ME 2009                            |
| 5.                                     | 23.11.2006                             | Strumica                               | Macedonia                              | Gol · Gol · Gol · Gol                  | 7:0                                    | el. ME 2009                            |
| 6.                                     | 02.11.2007                             | Poniewież                              | Litwa                                  |                                        | 0:3                                    | towarzyski                             |
| 7.                                     | 04.11.2007                             | Szawle                                 | Estonia                                |                                        | 2:1                                    | towarzyski                             |
| 8.                                     | 07.11.2007                             | Szawle                                 | Łotwa                                  | Gol                                    | 3:0                                    | towarzyski                             |
| 9.                                     | 10.05.2008                             | Junglinster                            | Kazachstan                             |                                        | 0:0                                    | towarzyski                             |
| 10.                                    | 12.05.2008                             | Rodange                                | Litwa                                  | Gol · Gol                              | 4:2                                    | towarzyski                             |
| 11.                                    | 15.05.2008                             | Junglinster                            | Luksemburg                             | Gol · Gol                              | 4:2                                    | towarzyski                             |
| 12.                                    | 25.10.2008                             | Mariampol                              | Łotwa                                  | Gol                                    | 4:1                                    | towarzyski                             |
| 13.                                    | 27.10.2008                             | Mariampol                              | Luksemburg                             |                                        | 6:2                                    | towarzyski                             |
| 14.                                    | 11.04.2009                             | Virje                                  | Chorwacja                              | Gol                                    | 3:1                                    | towarzyski                             |
| 15.                                    | 13.04.2009                             | Pitomača                               | Bośnia i Hercegowina                   | Gol                                    | 2:3                                    | towarzyski                             |
| 16.                                    | 16.04.2009                             | Križevci                               | Łotwa                                  | Gol                                    | 3:1                                    | towarzyski                             |
| 17.                                    | 24.02.2010                             | Parchal                                | Portugalia                             |                                        | 0:5                                    | Algarve Cup 2010                       |
| 18.                                    | 26.02.2010                             | Lagos                                  | Austria                                |                                        | 0:3                                    | Algarve Cup 2010                       |
| 19.                                    | 01.03.2010                             | Albufeira                              | Rumunia                                |                                        | 1:5                                    | Algarve Cup 2010                       |
| 20.                                    | 03.03.2010                             | Silves                                 | Austria                                |                                        | 0:6                                    | Algarve Cup 2010                       |
| 21.                                    | 03.03.2011                             | Ta’ Qali                               | Armenia                                |                                        | 0:1                                    | el. ME 2013                            |
| 22.                                    | 05.03.2011                             | Ta’ Qali                               | Malta                                  |                                        | 2:0                                    | el. ME 2013                            |
| 23.                                    | 08.03.2011                             | Ta’ Qali                               | Gruzja                                 |                                        | 0:1                                    | el. ME 2013                            |
| 24.                                    | 29.11.2012                             | Luksemburg                             | Luksemburg                             | Gol · Gol                              | 6:0                                    | towarzyski                             |
| 25.                                    | 04.04.2013                             | Wilno                                  | Czarnogóra                             |                                        | 3:3                                    | el. MŚ 2015                            |
| 26.                                    | 06.04.2013                             | Wilno                                  | Litwa                                  | Gol                                    | 1:0                                    | el. MŚ 2015                            |
| 27.                                    | 09.04.2013                             | Wilno                                  | Gruzja                                 |                                        | 2:1                                    | el. MŚ 2015                            |
| 28.                                    | 26.09.2013                             | Wrocław                                | Polska                                 |                                        | 0:6                                    | el. MŚ 2015                            |
| 29.                                    | 31.10.2013                             | Göteborg                               | Szwecja                                |                                        | 0:5                                    | el. MŚ 2015                            |
| 30.                                    | 05.04.2014                             | Tórshavn                               | Bośnia i Hercegowina                   |                                        | 1:1                                    | el. MŚ 2015                            |
| 31.                                    | 10.04.2014                             | Tórshavn                               | Irlandia Północna                      |                                        | 0:0                                    | el. MŚ 2015                            |
| 32.                                    | 08.05.2014                             | Toftir                                 | Polska                                 |                                        | 0:3                                    | el. MŚ 2015                            |
| 33.                                    | 08.05.2014                             | Tórshavn                               | Szwecja                                |                                        | 0:5                                    | el. MŚ 2015                            |
| 34.                                    | 13.08.2014                             | Motherwell                             | Szkocja                                |                                        | 0:9                                    | el. MŚ 2015                            |
| 35.                                    | 17.08.2014                             | Lurgan                                 | Irlandia Północna                      |                                        | 0:3                                    | el. MŚ 2015                            |
| 36.                                    | 20.08.2014                             | Zenica                                 | Bośnia i Hercegowina                   |                                        | 0:2                                    | el. MŚ 2015                            |
| 37.                                    | 04.04.2015                             | Ħamrun                                 | Gruzja                                 |                                        | 0:2                                    | el. ME 2017                            |
| 38.                                    | 06.04.2015                             | Ħamrun                                 | Andora                                 | Gol · Gol · Gol · Gol                  | 8:0                                    | el. ME 2017                            |
| 39.                                    | 09.04.2015                             | Ħamrun                                 | Malta                                  | Gol                                    | 4:2                                    | el. ME 2017                            |

## Statystyki kariery
(aktualne na dzień 24 kwietnia 2015)
| Klub        | Sezon   | Liga             | Liga  | Liga   | Puchar kraju | Puchar kraju | Europa | Europa | Suma  | Suma   |
| Klub        | Sezon   | Liga             | Mecze | Bramki | Mecze        | Bramki       | Mecze  | Bramki | Mecze | Bramki |
| ----------- | ------- | ---------------- | ----- | ------ | ------------ | ------------ | ------ | ------ | ----- | ------ |
| KÍ Klaksvík | 1995    | 1. deild kvinnur | 18    | 15     | 0            | 0            | –      | –      | 18    | 15     |
| KÍ Klaksvík | 1996    | 1. deild kvinnur | 12    | 6      | 8            | 6            | –      | –      | 20    | 12     |
| KÍ Klaksvík | 1997    | 1. deild kvinnur | 14    | 28     | 9            | 23           | –      | –      | 23    | 51     |
| KÍ Klaksvík | 1998    | 1. deild kvinnur | 9     | 20     | 6            | 16           | –      | –      | 15    | 36     |
| KÍ Klaksvík | 1999    | 1. deild kvinnur | 6     | 8      | 1            | 1            | –      | –      | 7     | 9      |
| KÍ Klaksvík | 2000    | 1. deild kvinnur | 14    | 24     | 4            | 8            | –      | –      | 18    | 32     |
| KÍ Klaksvík | 2001    | 1. deild kvinnur | 10    | 7      | 4            | 4            | 3      | 2      | 17    | 13     |
| KÍ Klaksvík | 2002    | 1. deild kvinnur | 17    | 36     | 4            | 8            | 3      | 0      | 24    | 44     |
| KÍ Klaksvík | 2003    | 1. deild kvinnur | 16    | 46     | 4            | 8            | 3      | 1      | 23    | 55     |
| KÍ Klaksvík | 2004    | 1. deild kvinnur | 10    | 30     | 4            | 5            | 3      | 3      | 17    | 38     |
| KÍ Klaksvík | 2005    | 1. deild kvinnur | 19    | 21     | 2            | 1            | 2      | 0      | 23    | 22     |
| KÍ Klaksvík | 2006    | 1. deild kvinnur | 18    | 28     | 4            | 3            | 3      | 0      | 25    | 31     |
| KÍ Klaksvík | 2007    | 1. deild kvinnur | 16    | 14     | 4            | 6            | 3      | 0      | 23    | 20     |
| KÍ Klaksvík | 2008    | 1. deild kvinnur | 20    | 27     | 3            | 1            | 3      | 1      | 26    | 29     |
| KÍ Klaksvík | 2009    | 1. deild kvinnur | 20    | 28     | 3            | 1            | 3      | 3      | 26    | 32     |
| KÍ Klaksvík | 2010    | 1. deild kvinnur | 18    | 27     | 4            | 4            | 3      | 1      | 25    | 32     |
| KÍ Klaksvík | 2011    | 1. deild kvinnur | 21    | 29     | 2            | 3            | 3      | 0      | 26    | 32     |
| KÍ Klaksvík | 2012    | 1. deild kvinnur | 18    | 31     | 4            | 4            | 3      | 2      | 25    | 37     |
| KÍ Klaksvík | 2013    | 1. deild kvinnur | 18    | 23     | 3            | 6            | 3      | 1      | 24    | 30     |
| KÍ Klaksvík | 2014    | 1. deild kvinnur | 19    | 29     | 4            | 4            | 3      | 0      | 26    | 33     |
| KÍ Klaksvík | 2015    | 1. deild kvinnur | 3     | 4      | 0            | 0            | 0      | 0      | 3     | 4      |
| KÍ Klaksvík | Ogólnie | Ogólnie          | 314   | 481    | 79           | 112          | 41     | 14     | 434   | 607    |

## Sukcesy

### Klubowe
KÍ Klaksvík
- Mistrzostwo Wysp Owczych (16): 1997, 2000, 2001, 2002, 2003, 2004, 2005, 2006, 2007, 2008, 2009, 2010, 2011, 2012, 2013, 2014
- Wicemistrzostwo Wysp Owczych (1): 1996
- Puchar Wysp Owczych (12): 2000, 2002, 2002, 2003, 2004, 2006, 2007, 2008, 2010, 2011, 2012, 2013, 2014

### Indywidualnie
- Królowa strzelców 1. deild kvinnur (12): 1997, 1998, 2002, 2003, 2004, 2006, 2008, 2010, 2011, 2012, 2013, 2014
- Zawodniczka roku: 2010, 2012
- Zawodniczka roku KÍ Klaksvík: 2011, 2012, 2014